# Суперкубок Гібралтару з футболу 2004
Суперкубок Гібралтару з футболу 2004 — 5-й розіграш турніру. Матч відбувся 1 жовтня 2004 року між чемпіоном і володарем кубка Гібралтару клубом Ньюкасл та віце-чемпіоном Гібралтару клубом Гібралтар Юнайтед.
| Володар Суперкубка Гібралтару 2004 |
| ---------------------------------- |
|                                    |
| Ньюкасл Третій титул               |

## Матч

### Деталі
| 1 жовтня 2004 |

| Ньюкасл | 3:1 | Гібралтар Юнайтед |
| ------- | --- | ----------------- |
|         |     |                   |

| Вікторія, Гібралтар |